# Ludwig Köhler (Theologe)

Ludwig Köhler, 1914

Ludwig Köhler (* 14. April 1880 in Neuwied; † 25. November 1956 in Zürich) war ein reformierter Theologe und von 1930 bis 1932 Rektor der Universität Zürich.

## Leben
Ludwig Köhler war ein Sohn des deutschen Gerichtskanzlisten Heinrich Köhler und dessen aus Bibern SH stammenden Ehefrau Karolina. Von 1899 bis 1900 leistete er Militärdienst in Deutschland. Danach studierte er Evangelische Theologie und semitische Sprachen an der Theologischen Fakultät der Universität Zürich. Nach dem ersten Examen 1903 wurde er in Zürich eingebürgert, im folgenden Jahr ordiniert. Von 1904 bis 1910 arbeitete er als Pfarrer in Aeugst am Albis und von 1910 bis 1916 in Langnau am Albis. 
1908 wurde er aufgrund einer Untersuchung über Jeremia 1–9 promoviert; im gleichen Jahr wurde er ausserordentlicher Professor an der Uni Zürich. 1923 folgte die ordentliche Professur für Altes Testament. 1928 war er Gastdozent am Chicago Theological Seminary. 1930 bis 1932 war er Rektor der Universität Zürich; anschliessend übernahm er zusätzlich die Professur für Praktische Theologie. 1947 trat er in den Ruhestand.
Schwerpunkt in Köhlers Forschungsarbeit war die hebräische Wortkunde. Zusammen mit Walter Baumgartner verfasste er ein Wörterbuch, das lange im Gebrauch war.
Unter dem Pseudonym «Hugo Ratmich» schrieb Köhler Betrachtungen für die Sonntagsausgabe der Neuen Zürcher Zeitung, die auch in zwei Auswahlausgaben erschienen. Hier und auch in seinem Seelsorgebuch Nöte und Pflege des innern Lebens (1945; Neuausgabe als Wahres Leben, 1954) zeigte er sich als Anhänger der liberalen Theologie.

## Ehrungen
- Ehrendoktor der Universität Bern (1928)[2] und Debrecen (Ungarn)

## Schriften (Auswahl)
- Die Offenbarung des Johannes und ihre heutige Deutung. Schulthess, Zürich 1924.
- Theologie des Alten Testaments. Mohr (Siebeck), Tübingen 1936; 4. Auflage 1966.
- Von Weg und Ziel. Eine Handreichung für heimliche Kinder Gottes. Zwingli, Zürich 1938 (unter dem Pseudonym «Hugo Ratmich»).
- Zwischen Erde und Himmel. Zwingli, Zürich 1944 (unter dem Pseudonym «Hugo Ratmich»).
- Kleine Lichter. Fünfzig Bibelstellen erklärt (= Zwingli-Bücherei; 47). Zwingli, Zürich 1945.
- Ein Schweizer wird Schweizer (Autobiographisches), 1946
- Der hebräische Mensch. Eine Skizze. Mohr (Siebeck), Tübingen 1953; Nachdruck Wissenschaftliche Buchgesellschaft, Darmstadt 1976.
- (mit Walter Baumgartner): Lexicon in veteris testamenti libros. Brill, Leiden 1953.